# Zaleya
Zaleya je biljni rod iz porodice čupavica raširen po Africi, jugu Azije i Australiji. Šest priznatih vrsta jednogodišnjeg bilja i trajnica, jedna je endem otoka Réunion (Z. camillei).

## Vrste
1. Zaleya camillei (Cordem.) H.E.K.Hartmann
2. Zaleya decandra (L.) Burm.f.
3. Zaleya galericulata (Melville) H.Eichler
4. Zaleya govindia (Buch.-Ham. ex G.Don) N.C.Nair
5. Zaleya pentandra (L.) C.Jeffrey
6. Zaleya redimita (Melville) Bhandari